# つれあい
「つれあい」は、2009年5月27日に発売された中村美律子のシングル。

## 解説
- 2009年6月29日～7月6日付のオリコン演歌・歌謡シングルチャートで2週連続1位を獲得。

## 批評
CDジャーナルは、「楽しい時も辛い時もともに歩んできた妻に対する感謝の想いを、たかたかしが夫の視点から描いた温もりのある夫婦演歌。市川昭介による正調メロディを円熟した歌唱でしっとり歌い上げている。」と批評した。

## 収録曲
1. つれあい（4分14秒）
作詞：たかたかし、作曲：市川昭介、編曲：南郷達也
2. 女のしあわせ きっと来る（4分23秒）
作詞：たかたかし、作曲：西條キロク、編曲：南郷達也
3. つれあい（オリジナルカラオケ）
4. つれあい（一般用カラオケ半音下げ）
5. 女のしあわせ きっと来る（オリジナルカラオケ）